# José Joaquim dos Santos
José Joaquim dos Santos (1747-1801), fou un compositor portuguès.
Fou deixeble de Davide Perez, i mestre de capella de la Patriarcal i professor del Conservatori de Lisboa.
Deixà nombroses composicions religioses, entre elles Misses, antífones, 5 misereres, un Te Deum i tres Stabat Mater per a 3 veus, 2 sopranos, baix amb dos violins i 1 violoncel, 